# The NeverEnding Story (canción)
«The NeverEnding Story» es la canción principal de la película alemana de 1984 The Neverending Story compuesta por Giorgio Moroder e interpretada por el cantante Limahl. 
Limahl publicó dos versiones de la canción, una en inglés y otra en francés. La versión inglesa fue acompañada de la voz de Beth Anderson y la versión francesa con la de Ann Calvert. 
Fue un éxito en muchos países, logrando número 1 de las listas en Noruega y Suecia y España, el 2.º en Austria, Alemania e Italia, el 4.º en Reino Unido y el 6.º en Australia y Estados Unidos respectivamente.

## Composición
La canción fue compuesta por Giorgio Moroder con letra de Keith Forsey, a pesar de que él (y otros elementos de pop electrónico de la banda sonora) no está presente en la versión alemana de la película, la cual solo tiene la banda sonora de Klaus Doldinger. 
El video musical que incluía muchas escenas de la película inundó los televisores del año 1984 y se convirtió en un clásico de la década. 
Beth Anderson grabó sus letras en América por separado de Limahl.  Anderson no es la chica que aparece en el vídeo musical; es Mandy Newton la que hace playback.

## Legado
En el episodio final de la tercera temporada de Stranger Things ambientado en 1985, es cantada por Dustin (Gaten Matarazzo) y su novia Suzie (Gabriella Pizzolo). Tras la emisión del episodio en julio de 2019, el interés por "The NeverEnding Story" se incrementó de tal forma que su escucha en stream subió un 825% y el cantante Limahl expresó su gratitud a Netflix.

## Versiones
- Para La historia interminable II, la canción estuvo interpretada por Joe Milner y se oye en los títulos de crédito.
- El grupo de J-pop E-girls hicieron una versión japonesa de la canción en 2013.
- El grupo de Punk pop estadounidense New Found Glory hizo una versión de la canción en 2000.
- La banda alemana de eurodance llamada Scooter hace una versión en su decimotercer álbum.
- El Grupo de metal sinfónico sueco Dragonland hizo una versión de esta canción.
- La Banda industrial canadiense The Birthday Massacre la hizo en 2004.
- La canción es considerada símbolo para la tercera temporada de la serie Stranger Things, ya que se hizo conocida en el último capítulo de este.
- La cantante argentina Miranda Di Lorenzo cantó por los 29 años del Atentado a la AMIA para el homenaje a Romina Ámbar Luján Bolan.

## Pistas
1. "The NeverEnding Story"
2. "Ivory Tower" by Giorgio Moroder

1. "The NeverEnding Story" (club mix) - 6:09
2. "The NeverEnding Story" (versión instrumental) - 5:28

1. "The NeverEnding Story" (12" mix) - 5:17
2. "The NeverEnding Story" (7" mix) - 3:30
3. "Ivory Tower" (12" mix) (instrumental) by Giorgio Moroder - 5:54
4. "The NeverEnding Story" (12" mix) - 5:20
5. "The NeverEnding Story" (Giorgio 7" mix) - 3:31
6. "The NeverEnding Story" (Rusty 7" mix) - 3:54
7. "The NeverEnding Story" (12" dance mix) - 6:08
8. "The NeverEnding Story" (12" dub mix) - 5:27
9. "Ivory Tower" by Giorgio Moroder - 3:08
10. "Ivory Tower" (12" mix) by Giorgio Moroder - 5:55

## Mezclas oficiales
- "The NeverEnding Story" (7" Mix) - 3:28
- "The NeverEnding Story" (12" Mix) - 5:17
- "The NeverEnding Story" (Club Mix) - 6:09
- "The NeverEnding Story" (Instrumental) - 5:28

## Certificaciones
| País        | Certificación | Fecha                  | Las ventas certificaron |
| ----------- | ------------- | ---------------------- | ----------------------- |
| Reino Unido | Plata         | 1 de diciembre de 1984 | 200 000                 |